# 瑪麗·愛因斯沃斯
瑪麗·愛因斯沃斯（英語：Mary Dinsmore Ainsworth，1913年12月1日—1999年3月21日），美國及加拿大發展心理學家，因依附理論聞名。她率先使用並且設計各種陌生情境環境試驗，以觀察孩童與其照顧者之間的早期情感依戀關係，以及這樣的情感依戀關係如何影響個體在成年之後的人際互動關係、兩性關係以及其他關係的行為反應。
《普通心理學評論》在2002年所發佈的一項有關20世紀心理學家的調查報告中指出，在前百名心理學家被引用研究報告的調查報告中指出，安斯沃思列名列第97位。愛因斯沃斯的許多學術研究成為現代依附理論的「基石」。 

## 早年生活與求學階段
愛因斯沃斯1913年12月1日出生於俄亥俄州的格倫代爾，她是家中的長女，下面還有二妹妹。愛因斯沃斯的父母都畢業於美國卡萊爾，一間美國頂級私立文理學院：迪金森學院。她的父親查爾斯·薩爾特擁有歷史碩士學位，在俄亥俄州辛辛那提市的一家製造公司工作，而她的母親瑪麗是一名全職的家庭主婦。愛因斯沃斯的雙親十分重視教育，期望他們的孩子能在學術上有所成就。1918年，在愛因斯沃斯5歳的時候，因為她父親公司搬遷，他們全家搬至加拿大安大略省的多倫多市，愛因斯沃斯從此在多倫多市度過了她的童年。
愛因斯沃斯是一個渴望知識和學習早熟的孩子， 她在三歲開始讀書，家人每週都會去當地的圖書館，而她的母親會為她的水平選擇合適她閱讀的書籍。愛因斯沃斯在學校表現優異，在15歲時候，她閱讀了威廉·麥獨孤的著作《品格與生活的行為》（Character and the Conduct of Life， 1926年），便決定成為一名心理學家。
她16歲時開始在多倫多大學接受大學教育，她是當時被心理學榮譽課程錄取的僅有的五名學生之一，並在1935年獲得學士學位。此後她決定在多倫多大學進修，並分別在1936年和1939年獲得碩士學位及博士學位。愛因斯沃斯的博士學位論文是 「基於安全概念的調整評估」。

## 學術生涯
愛因斯沃斯在多倫多大學獲得博士學位後，留在母校擔任教師。後來因為第二次世界大戰的關係，在1942年加入加拿大婦女軍團，擔任陸軍考官，她的職責包括管理臨床評估和人員評估測試。 不久後她被提拔為加拿大婦女軍團主任顧問，於1945年陞升成為少校。
二戰結束後，愛因斯沃斯回到多倫多大學繼續教授人格心理學，進行心理學學術研究，並與克洛普佛一起修訂墨跡測驗。
1950年，她和倫納德·安斯沃思結婚，她先生是多倫多大學心理學系研究生，結婚後他們移居倫敦，以便能讓安斯沃思在倫敦大學學院完成他的博士學位。雖然他們在1960年離婚，但在這10年中，安斯沃思的因為陪伴倫納德到不同地方，讓她有機會與許多有影響力的心理學家見面，其中包括英國著名的發展心理學家約翰·鮑比，鮑比最有名便是他的依附理論，和長期對初生嬰兒與嬰兒照料者的研究調查。在英國期間，安斯沃思加入鮑比在塔維史托克診所的研究小組，研究調查母嬰分離對兒童心理成長發展的影響。在研究中發現，在兒童成長的階段，缺乏母親形象的兒童，對兒童成長在心理會產不良的影響。後來她也隨著鮑比的研究團隊到烏干達的坎帕拉做調查研究，此行讓愛因斯沃斯在烏干達進行了她的第一次的“母嬰”觀察研究。
1954年，她離開鮑比在塔維史托克診所的研究小組，到非洲進行母嬰互動的縱向實地研究。 她選擇該地區常見的斷奶練習做為主要研究調查的主題。她到烏干達坎帕拉周圍的6個村莊，進行了詳細地家庭實地採訪。為了克服語言障礙，她努力學習當地的語言，以便能夠進行簡單的對話。透過學習當地的語言，安斯沃思對烏干達文化產生了興趣。她更將母嬰互動和斷奶練習的觀察研究，整理發表成為她的第二本研究著作《烏干達的嬰兒期》。此著作的記載反映了跨越語言，文化和地理界限的普遍特徵，至今此著作仍是研究依附理論的發展史，和研究民族學的經典代表。
在1955年至1974年期間，愛因斯沃斯長期在約翰霍普金斯大學當任教授。在1975年，她因為工作上的關係，搬至維吉尼亞的夏律第鎮，在維吉尼亞大學教學，並於1984年退休，成為一名榮譽教授。
愛因斯沃斯在夏律第鎮度過她的晚年，於1999年3月21日因中風去世，享年85歲。

## 學術著作
- 《兒童保育與愛的成長》（Child Care and the Growth of Love，1965)
- 《烏干達的嬰儿期》（Infancy in Uganda，1967）
- 《依戀模式》（Patterns of Attachment，1978）

## 獲得的榮譽
愛因斯沃斯在她的學術生涯中獲得了許多榮譽，包括1984年美國精神醫學學會發展心理學的斯坦利·霍爾獎、1985年的兒童發展傑出貢獻獎和1989年的美國心理學會傑出科學貢獻獎。她於1992年當選為美國藝術與科學學院院士，並於1998年獲得美國心理學基金會心理學學士終身成就獎。

### 愛因斯沃斯歷年所獲得的榮譽如下
- 馬里蘭州心理學會傑出貢獻獎（1973年）
- 維吉尼亞州心理學會傑出科學貢獻獎（1983年）
- 美國心理學會臨床心理學系傑出科學貢獻獎（1984年）
- 美國心理學會發展心理學系斯坦利·霍爾獎（1984年）
- 兒童發展研究協會兒童發展研究傑出貢獻獎（1985年）
- 美國心理學會傑出專業貢獻獎（1987年）
- 美國兒科學會兒童發展貢獻獎（1987年）
- 維吉尼亞州嬰幼兒心理健康協會獨特成就獎（1989年）
- 皇家精神病學院榮譽獎學金（1989年）
- 美國心理學會傑出科學貢獻獎（1989年）
- 美國藝術與科學學院院士 （1992年）
- 美國心理學會臨床心理學系傑出貢獻獎（1994年）
- 國際個人關係研究學會傑出職業獎（1996年）
- 美國心理學會發展心理學系導師獎（1998年）
- 美國心理學基金會心理學學士終身成就獎（1998年）[13]

## 外部連結
- Mary Ainsworth on The Psi Cafe
- Mary Ainsworth profile on Psychology's Feminist Voices （页面存档备份，存于）
- Women's Intellectual Contributions to the Study of Mind and Society
- Articles by Mary Ainsworth including summaries and links to full-text
- Transcript of oral history interview （页面存档备份，存于） (PDF) from the Canadian Psychological Association
- Episode about Mary Ainsworth （页面存档备份，存于） from the BBC radio 4 program Mind Changers